# Reynaldo Mompel
Reynaldo Mompel fue un actor de cine y de teatro y presentador que nació en Buenos Aires, Argentina el 1 de septiembre de 1920 y falleció en la misma ciudad el 7 de septiembre de 2005 y que desarrolló una extensa carrera artística.

## Carrera artística
Se inició en el Teatro Vocacional Juan B. Justo, donde tuvo como maestros a Carlos Perelli y Alejandro Casona. En 1938 actuó junto a Eduardo Rudy y Alba Mujica en Radio Prieto en un programa de María Ofelia Navarro y participó en el ciclo Esta noche es tuya, uno de los primeros intentos de programas radiales ómnibus. Hizo una carrera teatral interesante y participó en una gira por Puerto Rico con la compañía encabezada por Francisco Petrone. Eduardo Cuitiño lo dirigió en el Teatro Municipal General San Martín en las obras  Tartufo , con Virginia Luque, y Clase media, con María Concepción César. Convocado por el cine participó de los elencos de Fragata Sarmiento (1940), La secta del trébol (1948), La doctora Castañuelas (1959), Los guerrilleros  (1965) y Aventura en Hong Kong (1969) y entre otros títulos. Durante una década fue el presentador de los espectáculos musicales que se realizaban en el conocido local nocturno Michelángelo. 

## Vida privada
En 1953 se casa con la cancionista y actriz Virginia Luque, de la cual posteriormente se divorció.

## Filmografía
- Las aventuras de Pikín (1977)
- Solamente ella (1975)
- Rolando Rivas, taxista (1974)
- Intimidades de una cualquiera (1972) .... Carlos Moreno
- Bajo el signo de la patria (1971)
- Blum (1970)
- El extraño del pelo largo (1970)
- Aventura en Hong Kong (1969) … Capitán de portaaviones
- Desnuda en la arena (1969) …Cacho
- Humo de marihuana (1968) …Hampón
- La muchachada de a bordo (1967) .... Segundo
- La cigarra está que arde (1967)
- Los guerrilleros  (1965)
- Todo sea para bien (1957)
- Corazón fiel (1954) … Comandante
- El baldío (1952)
- La doctora Castañuelas (1950)
- La secta del trébol (1947) …Policía 1
- Fragata Sarmiento (1940)